# يخجال ميبد
يخجال ميبد (بالفارسية: یخچال میبد) هو يخجال تاريخي يعود إلى السلالة الصفوية، ويقع في ميبد.